# Uncaria tomentosa
Uncaria tomentosa (Willd. ex Schult.) DC., nota in lingua italiana come unghia di gatto, è una pianta rampicante della famiglia delle Rubiacee, usata in medicina popolare.
Chiamata in spagnolo uña de gato, è una pianta originale della selva peruviana, così chiamata per le spine che assomigliano alle unghie dei gatti. La radice e la corteccia di questa pianta contengono: alcaloidi fenolici, cicatrizzanti, antiacidi, alcaloidi ossindolici, glicosidi dell'acido quinovico, triterpeni poliidrossilati.